# Cornélius (maison d'édition)
Pour les articles homonymes, voir Cornelius.
Cornélius est une maison d'édition française créée en 1991 et spécialisée dans la bande dessinée.

## Historique
Fondée en 1991, par Jean-Louis Gauthey, rejoint quelques années plus tard par Bernard Granger (Blexbolex), les éditions Cornélius commencent par éditer des ouvrages qui, bien que réalisés en sérigraphie ne cherchent pas à se vendre comme objets de luxe — l'utilisation de la sérigraphie est ici motivée par un souci d'autonomie.

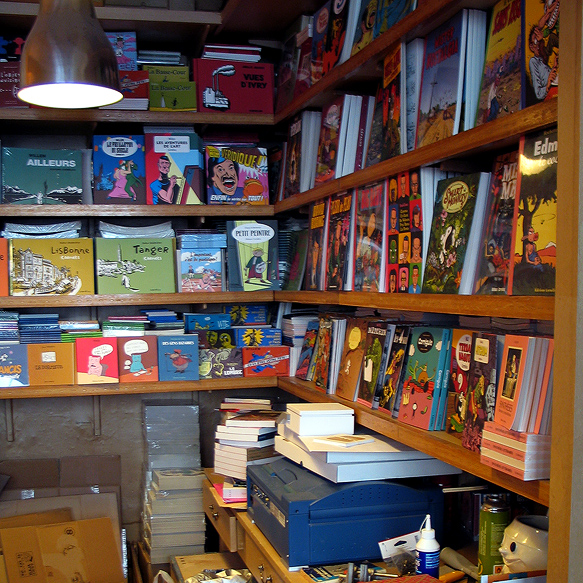
Une partie du catalogue de l'éditeur Cornélius (photographie prise dans le bureau/atelier de Cornélius)

Après l'album Big Man, de David Mazzucchelli, Cornélius fait imprimer ses livres en offset.
Cornélius est proche de L'Association, les deux structures ont un temps partagé leurs locaux et ont beaucoup d'auteurs en commun. Le fait que les premiers livres de Cornélius soient de la main de piliers de L'Association tels que Menu ou Trondheim brouillera d'ailleurs un temps l'image de marque de Cornélius qui, selon son fondateur, passe un temps pour être un « satellite un peu bizarre de L'Association ». 
En 2014, les éditions Cornélius déménagent de Paris pour s'installer dans l'agglomération bordelaise. Elles intègrent La Fabrique Pola, un espace de mutualisation où cohabitent de nombreuses structures et associations culturelles, dont notamment Les Requins Marteaux et les Éditions L'Arbre vengeur. Ce rapprochement entre les éditions Cornélius et Les Requins Marteaux donne naissance, en juin 2014, à une revue collective intitulée Franky (et Nicole) lorsqu'elle est publiée chez Les Requins Marteaux et Nicole (et Franky) lorsqu'elle sort chez les éditions Cornélius. À partir de 2017, Les Requins Marteaux cessent de publier Franky (et Nicole). Les éditions Cornélius continuent alors seules la publication de la revue qui paraît une fois par an sous le nom de Nicole.[réf. souhaitée]
En 2022, Cornélius solde quatre livres de Daniel Clowes, dont les droits ont été acquis par les Éditions Delcourt, afin de leur éviter le pilon. Delcourt porte plainte, et Cornélius est condamné pour concurrence déloyale le 5 octobre 2023, et doit s’acquitter d'une amende de près de 13 000 €. Jean-Louis Gauthey ne fait pas appel de la décision, mais lance une « opération tirelire » pour récolter les fonds nécessaires.

## La maison d'édition

### Ligne éditoriale
La ligne éditoriale des éditions Cornélius se divise en trois grandes catégories : création originale, traduction et patrimoine. « Un tiers de notre catalogue est consacré à des créations spécifiquement pour Cornélius, un autre tiers est un travail de traduction (avec un gros travail de restauration à partir des originaux), et un dernier tiers est consacré à la réédition d’œuvres du patrimoine », déclare Jean-Louis Gauthey en mars 2019.

### Caractéristiques des livres
Cornélius n'a pas de logo, son identité visuelle pourtant très identifiable repose sur des contraintes chromatiques et formelles et non sur ce que les graphistes appellent en général une « maquette ».
Les livres appartiennent à des collections repérées par des prénoms. La « famille Cornélius » se compose de Pierre (17 × 24 cm), Solange (22 × 29 cm), Paul (15 × 21 cm), Louise, Blaise, Raoul (11 × 17 cm), Delphine (7 × 17 cm), Sergio (22 × 22 cm), Jean-Jacques, Victor, Lucette). Les collections ne correspondent pas toujours à un format précis.

### Ouvrages

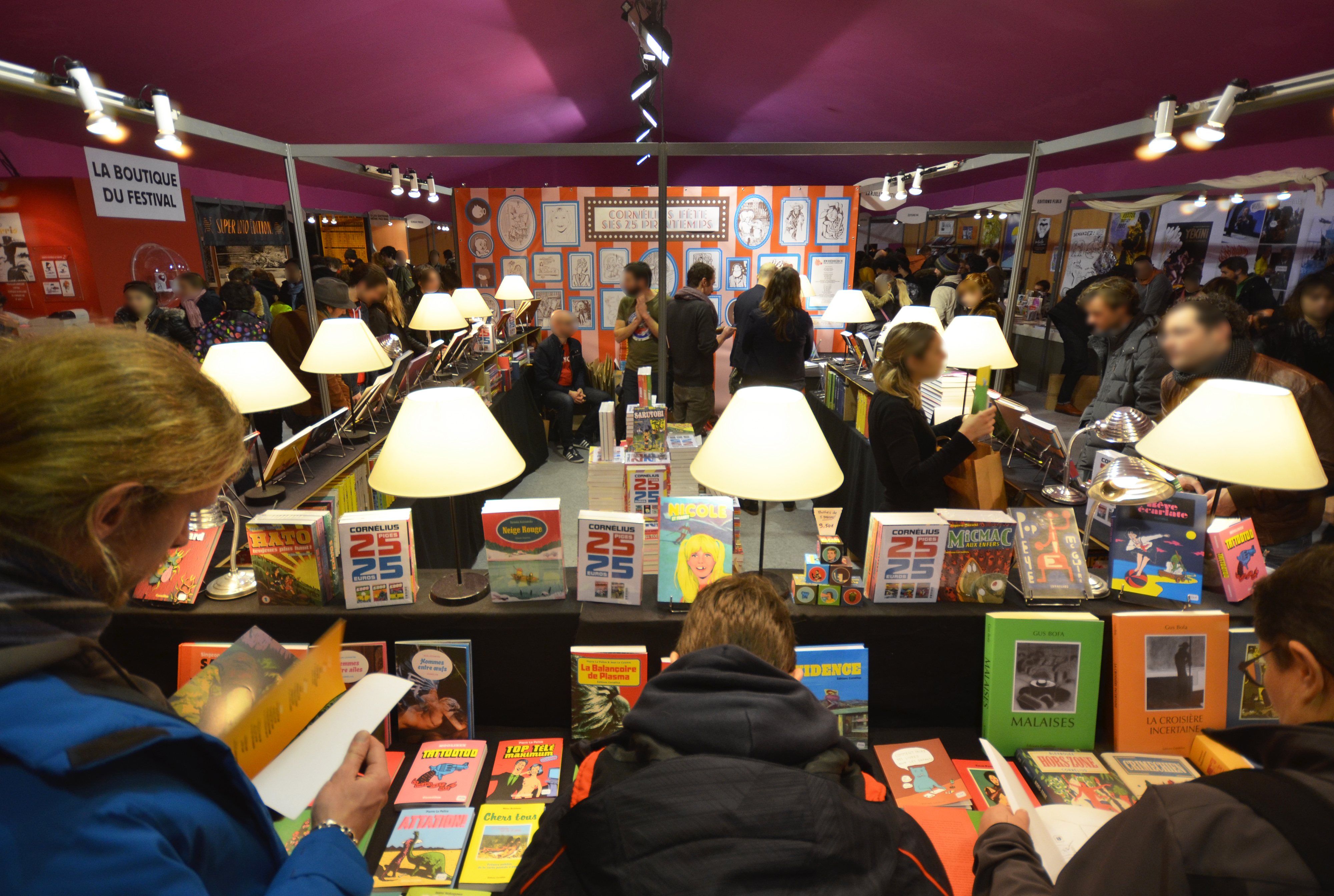
Stand de Cornélius au festival d'Angoulême 2016.

Cornélius a édité plusieurs séries de Comix (fascicules à périodicité régulière, en format moyen) d'auteurs alors inconnus tels que David B. (Les 4 savants, Le Nain jaune), Joann Sfar (Ossour Hyrsidoux), Blutch (Mitchum), Jean-Christophe Menu (Mune Comix) et Lewis Trondheim (Approximate continium comix). Cornélius est sans doute précurseur pour ce format[réf. souhaitée] parmi les éditeurs « alter », rejoint depuis par L'Association (format Mimolette) ou 6 pieds sous terre (format lépidoptère).
Cornélius a édité un grand nombre de « monuments » de la bande dessinée dite « indépendante » ou « alternative », tels que Peplum de Blutch, Big Man de David Mazzucchelli, Le Dormeur et Approximativement de Lewis Trondheim, David Boring et Comme un gant de velours pris dans la fonte de Daniel Clowes, Mister Nostalgia de Robert Crumb, Nos Meilleurs Amis et l'Acte Interdit de Pierre La Police, La Nouvelle aux pis de Stéphane Blanquet ou encore des ouvrages de Charles Burns.
C'est aussi l'éditeur de carnets de voyage tels que Lettre américaine de Blutch ou Carnets (New York, Barcelone, Lisbonne) de Dupuy-Berberian. Cornélius s'intéresse à la bande dessinée japonaise avec Prince Norman, une série des années 1960 d'Osamu Tezuka ; Cornigule, un manga contemporain et très éloigné de la production mainstream japonaise, de Kurihara Takashi et l'œuvre de Shigeru Mizuki, un classique japonais jamais publié en France avant Cornélius. En janvier 2019, Cornélius débute la publication d'une anthologie consacrée à l'œuvre de Yoshiharu Tsuge.
Enfin, Cornélius ré-édite les œuvres peu connues de Gus Bofa : Malaises, Slogans et Synthèses littéraires et extra-littéraires.

#### Albums primés
- 1996 : Prix Alph-Art humour pour Poignées d'amour de Willem
- 2002 : Prix du dialogue pour Terrain vague de Kaz
- 2007 : Fauve d'or / Prix du meilleur album à Angoulême en 2007 pour NonNonBâ[12] de Shigeru Mizuki
- 2009 : Prix Essentiel du Patrimoine au festival d'Angoulême pour Opération Mort de Shigeru Mizuki
- 2012 : Prix de la meilleure fabrication ATEP (Association des techniciens de l'édition et de la publicité) pour NonNonBâ de Shigeru Mizuki
- 2012 : Prix regards sur le monde pour Une vie dans les marges de Yoshihiro Tatsumi
- 2012 : Prix Asie de la Critique ACBD[13] pour Une vie dans les marges de Yoshihiro Tatsumi
- 2014 : Prix de la série pour Fuzz & Pluck[14] de Ted Stearn
- 2016 : Daruma du patrimoine à la Japan Expo pour Cette ville te tuera de Yoshihiro Tatsumi
- 2017 : Prix Révélation au festival d'Angoulême pour Mauvaises filles de Ancco[15]
- 2020 : Prix du Patrimoine au festival d'Angoulême pour La main verte et autres récits de Nicole Claveloux et Édith Zha[16]
- 2022 : Fauve Polar SNCF au festival d'Angoulême pour L'Entaille d'Antoine Maillard[17]

## Expositions
- « Cornélius - une certaine façon de faire les livres »', galerie de l'École supérieure des arts de Lorient, 22 mars - 21 avril 2007
- « Les 25 ans des Éditions Cornélius - Blutch & Micol »[18], Festival Regard 9, Espace Saint-Rémi à Bordeaux, 20 mai - 5 juin 2016